# Ceroklis
Ceroklis – jedno z łotewskich bóstw urodzaju. Według informacji jezuitów (1604, 1606) składano mu w ofierze czarnego wołu, czarnego koguta, świnię i piwo. 